# Torneio Internacional Afro-Brasileiro
O Torneio Internacional Afro-Brasileiro foi uma competição de futebol de caráter amistoso, realizada na cidade de Curitiba, em 1974. Participaram dois clubes brasileiros (Atlético Paranaense e Colorado) e duas seleções africanas (Uganda e Tanzânia).
Após derrotar a seleção da Uganda por 7 a 2, o Atlético Paranaense sagrou-se campeão da competição, ao vencer o Colorado, na decisão, por 2x1.